# Лондондеррі (переписна місцевість, Нью-Гемпшир)
Лондондеррі (англ. Londonderry) — переписна місцевість (CDP) в США, в окрузі Рокінґгем штату Нью-Гемпшир. Населення — 11 645 осіб (2020).

## Географія
Лондондеррі розташоване за координатами 42°51′12″ пн. ш. 71°21′45″ зх. д. / 42.85333° пн. ш. 71.36250° зх. д. (42.853398, -71.362425).  За даними Бюро перепису населення США в 2010 році переписна місцевість мала площу 31,94 км², з яких 31,87 км² — суходіл та 0,06 км² — водойми.

## Демографія
Згідно з переписом 2010 року, у переписній місцевості мешкало 11 037 осіб у 3958 домогосподарствах у складі 3098 родин. Густота населення становила 346 осіб/км².  Було 4105 помешкань (129/км²).
Расовий склад населення:
| - 95,8 % — білих - 1,5 % — азіатів - 0,8 % — чорних або афроамериканців - 0,1 % — корінних американців |

До двох чи більше рас належало 1,4 %. Частка іспаномовних становила 2,5 % від усіх жителів.
За віковим діапазоном населення розподілялося таким чином: 25,6 % — особи молодші 18 років, 64,1 % — особи у віці 18—64 років, 10,3 % — особи у віці 65 років та старші. Медіана віку мешканця становила 41,3 року. На 100 осіб жіночої статі у переписній місцевості припадало 96,2 чоловіків;  на 100 жінок у віці від 18 років та старших — 93,0 чоловіків також старших 18 років.
Середній дохід на одне домашнє господарство  становив 104 979 доларів США (медіана — 89 643), а середній дохід на одну сім'ю — 114 249 доларів (медіана — 97 386). Медіана доходів становила 75 000 доларів для чоловіків та 43 291 долар для жінок. За межею бідності перебувало 3,6 % осіб, у тому числі 5,4 % дітей у віці до 18 років та 2,8 % осіб у віці 65 років та старших.
Цивільне працевлаштоване населення становило 5867 осіб. Основні галузі зайнятості: освіта, охорона здоров'я та соціальна допомога — 22,1 %, роздрібна торгівля — 13,9 %, науковці, спеціалісти, менеджери — 12,4 %, виробництво — 12,3 %.